# アラル・カリス
アラル・カリス（Alar Karis エストニア語発音: [ˈɑlɑr ˈkɑris]、1958年3月26日-）は、エストニアの生物学者。専門は分子遺伝学、発生生物学。2021年10月11日に大統領に就任した。アラール・カリスとも表記される。

## 経歴

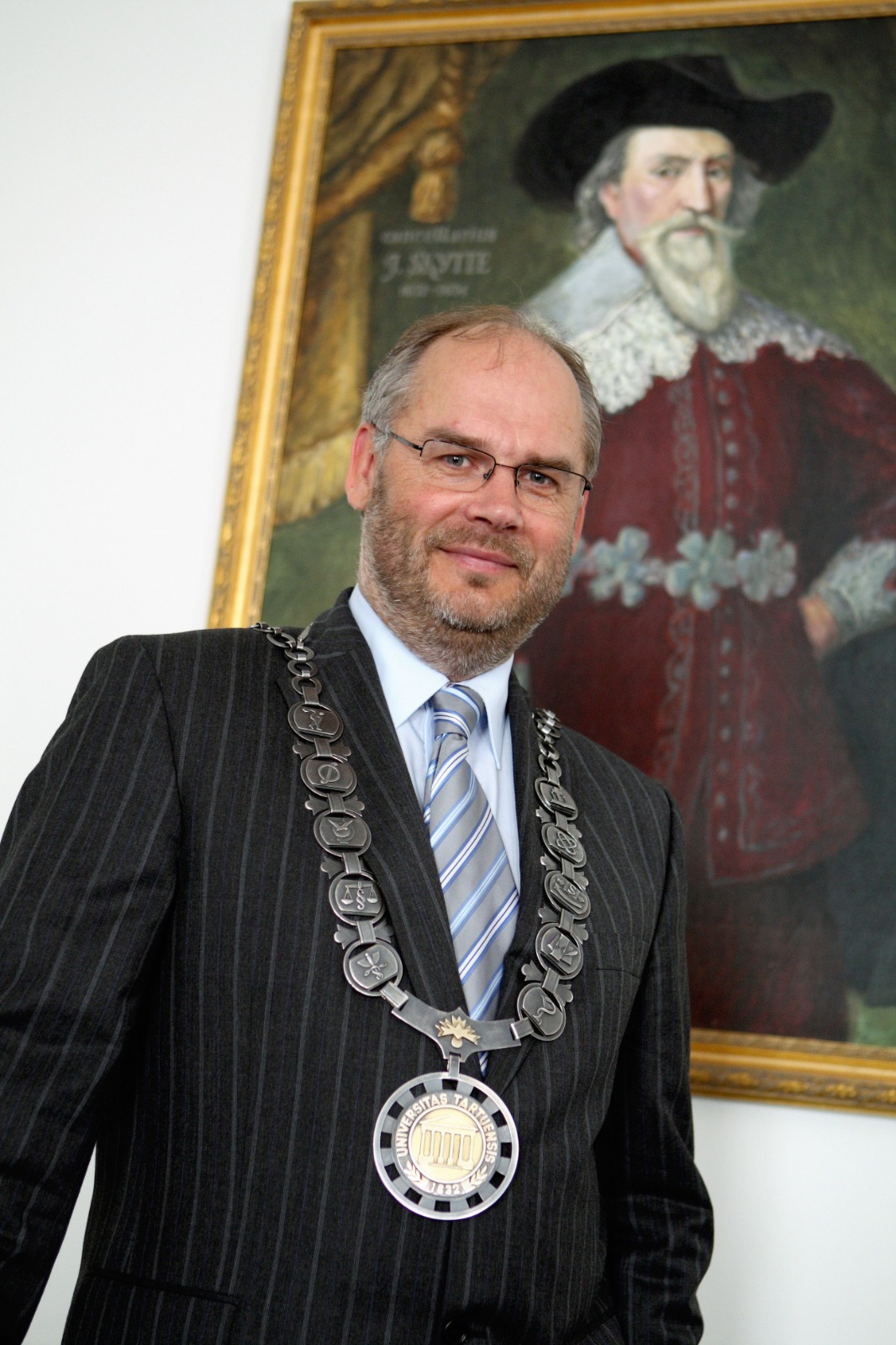
2007年、タルトゥ大学学長時代のカリス

タルトゥ出身。1976年に高校を出た後、エストニア農業アカデミー（現・エストニア生命科学大学）で獣医学を学んで1981年に卒業した。エストニア獣医学研究所に勤務した後、1987年に寄生虫学の修士号を取得した。幼少時にはヴァイオリンを習っており、友人たちとともに1980年代まで「レンターブルス」というカントリー・ミュージックのバンドで活動していた
。
1991年にドイツのハンブルク大学、1992年から翌年まで英国ロンドンの国立医学研究所 (NIMR) 、1993年から1998年まではオランダのエラスムス・ロッテルダム大学において研究員として勤務し、1999年から2018年までタルトゥ大学教授を務めた。その間、エストニア生命科学大学学長(2003-2007)やタルトゥ大学学長（2007年 - 2012年）、エストニア国家監査局「リーギコントロール」の監査役(2013-2018)を兼任し、2018年から2021年まではエストニア国立博物館の館長を務めた。
2007年から2021年にかけて、エストニアのホワイトスター勲章やベルギーのレオポルド2世勲章、スウェーデンの北極星勲章、フィンランド獅子勲章などを授与されている。

## 大統領
2021年8月中旬、カリスはエストニア国会「リーギコグ」のユリ・ラタス議長（エストニア中央党党首、前首相）に当月末に実施される大統領選挙への立候補を持ち掛けられた。カリスはこの申し出に同意し、のちに連立与党であるエストニア改革党と中央党が共にカリスの支持を決定した。8月31日にリーギコグ内で挙行された大統領選挙でカリスは101人の国会議員のうち72人からの支持を得て次期大統領に選出され、10月11日に就任式が行われた。就任から3日後の10月14日には隣国ラトビアのリガを訪問し、イナーラ・ムールニエツェ国会議長との会談をおこなった
。
- ラトビアのイナーラ・ムールニエツェ国会議長と（2021年10月14日）
- ウルズラ・フォン・デア・ライエン欧州委員会委員長と（2021年12月3日）
- 左からリトアニアのギタナス・ナウセダ大統領、ポーランドのアンジェイ・ドゥダ大統領、ウクライナのウォロディミル・ゼレンスキー大統領、ラトビアのエギルス・レヴィッツ大統領、カリス（2022年4月13日）[15]
- ウクライナのボロディアンカを視察するポーランドのドゥダ大統領、カリス、ラトビアのレヴィッツ大統領、リトアニアのナウセダ大統領、ウクライナのデニス・シュミハリ首相（2022年4月13日）

## 家族

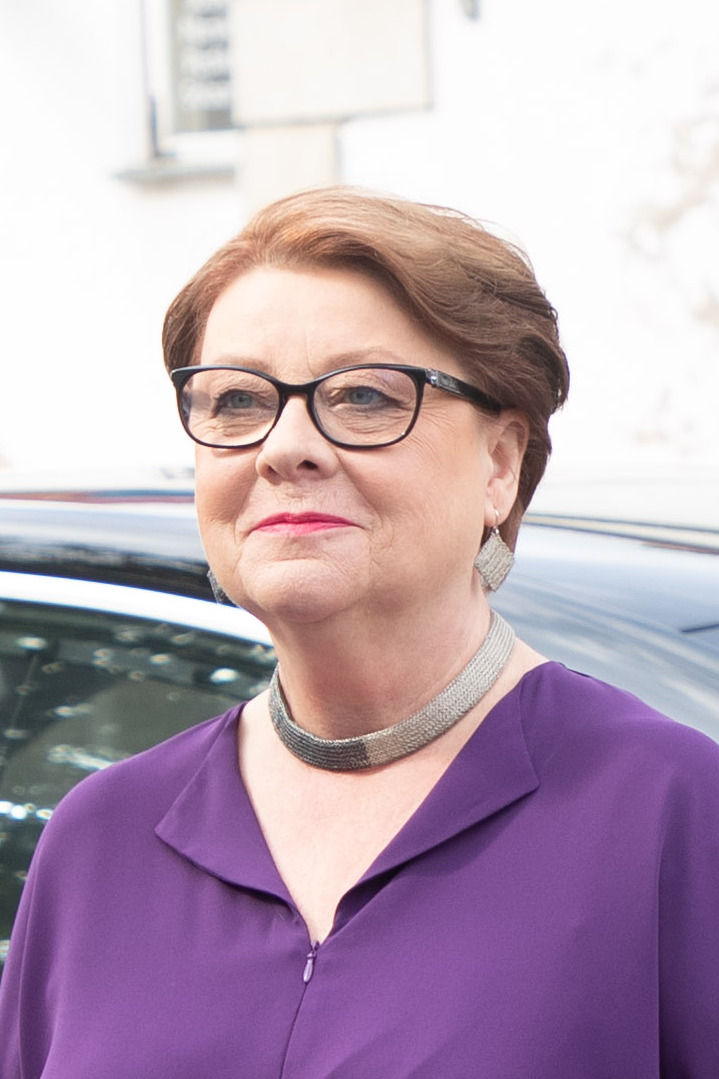
シリエ・カリス

父親のハリー・カリス（Harry Karis、1930年8月23日 - 2018年2月27日 ）はタリン出身の植物病理学者でうどんこ病などを研究し、1996年にカール・エルンスト・フォン・ベーア賞を授与された。
妻のシリエ・カリス（Sirje Karis、1956年8月9日 -）はパルヌ出身の歴史学者で2006年から2018年までエストニア歴史博物館の館長だった。2018年からはタルトゥ市歴史博物館館長を務め、2021年の夫の大統領就任後も続けていたが、2022年6月に館長を退任することとなった。旧姓はヤダル（Jädal, イェァダル）といい、アラル・カリスとは1977年8月20日に結婚した。
カリス夫妻には3人の子どもがいる。長男のクリスチャン・カリス（Kristjan Karis、1979年3月27日 -）はテフヴァンディ・スポーツセンターの理事を務めている。次男のマルティン・カリス（Martin Karis、1981年10月20日 -）はフロアボールの選手でテニス指導者でもある。娘のキルスティン・カリス（Kirstin Karis、1991年4月7日 -）は大学で生物学を学んだあと、出身校（ギムナジウム）の生物教師となった。